# Zorraquín
Zorraquín is een gemeente in de Spaanse provincie en regio La Rioja met een oppervlakte van 6,44 km². Zorraquín telt 90 inwoners (1 januari 2016).

## Demografische ontwikkeling
Bron: INE, 1857-2011: volkstellingen